# Manuel Terán
Manuel Esteban Paez Terán, également connu sous le nom de Tortuguita, est un militant environnemental et éco-anarchiste vénézuélien qui a été abattu par un policier de la Georgia State Patrol après qu'un officier a été blessé par balle à la jambe lors d'un raid sur le campement Stop Cop City le 18 janvier 2023.
Les images de la caméra corporelle de l'incident comprennent des enregistrements vidéo de la police sur les lieux, qui supposent que la blessure de l'agent est le résultat d'un tir ami,,.
Les résultats de l'autopsie ont montré que Terán avait subi 57 blessures par balle et qu'aucun résidu de poudre n'était visible sur ses mains, ce qui indique qu'ils n'a pas tiré sur la police,. Cependant, un rapport du GBI a trouvé des traces d'amorce de poudre qui pourraient provenir soit d'une arme utilisée par Terán, soit des tirs de la police, soit d'une contamination.
Au moment de la fusillade, la famille affirme que Terán avait les mains en l'air, sur la base de résultats d'autopsie indépendants montrant des blessures de sortie de balle dans les deux mains,,.
Le département de police d'Atlanta conteste la thèse du tir ami et affirme que Terán a tiré sans sommation sur les agents après que ceux-ci eurent ordonné à l'activiste de sortir de la tente où il campait.
Un rapport d'analyse balistique du Georgia Bureau of Investigation affirme qu'une arme de poing de 9 mm appartenant à Terán (achetée légalement en 2020) a été utilisée pour tirer sur l'agent lors de la descente de police. Les détails de l'analyse de ce rapport n'ont pas été rendus publics.
Le 19 avril, le bureau du médecin légiste du comté de DeKalb a publié une autopsie, qui a révélé au moins 57 blessures par balle sur le corps de Terán et a conclu à un homicide ; l'autopsie n'a pas non plus révélé de résidus de poudre sur les mains de Terán,.
Selon The Guardian, Terán est le premier militant écologiste de l'histoire moderne des États-Unis à avoir été abattu par la police lors d'une manifestation,,,. Des manifestations et des veillées ont été organisées dans plusieurs villes des États-Unis et à l'étranger en réaction à la fusillade, y compris une émeute à Atlanta le 21 janvier 2023,,. De nombreuses organisations et certains membres du Congrès ont condamné l'assassinat et demandé l'ouverture d'une enquête indépendante sur les événements,.

## Contexte
Article principal : Stop Cop City
Terán était un militant écologiste vénézuélien de 26 ans,, diplômé de l'université d'État de Floride, qui avait participé à plusieurs mouvements de justice sociale, dont Food Not Bombs, avant de rejoindre les actions de défense de la forêt Stop Cop City à Atlanta. Terán était surnommé Tortuguita, ce qui signifie "petite tortue" en français.
Les manifestations Stop Cop City auxquelles Terán participait s'inscrivaient dans un mouvement plus large lié aux tensions de longue date concernant la violence policière aux États-Unis, à la suite du meurtre de George Floyd en 2020. Les manifestants de Stop Cop City s'opposent à la construction du Centre de formation à la sécurité publique d'Atlanta, qui doit être construit à proximité d'un quartier majoritairement noir,,,.

## Fusillade mortelle
Le matin du 18 janvier 2023, Terán se trouvait à l'intérieur d'une tente au campement Stop Cop City. Vers 9 h ce matin-là, des patrouilleurs de l'État de Géorgie ont commencé une descente dans le campement,,. Pendant la descente, un patrouilleur de l'État a été touché par une balle dans la région pelvienne du corps, et vers 9 h 4, des patrouilleurs de l'État ont tiré sur Terán, le tuant sur place,.

## Investigations
Selon la description de l'incident faite par la police, les policiers ont rencontré une tente et ont ordonné verbalement à la personne qui s'y trouvait de sortir ; la police affirme que leurs ordres ont été ignorés et que Terán a tiré le premier sans avertissement. Les militants de Stop Cop City contestent la description de l'événement faite par la police. D'autres manifestants et la famille de Terán contestent le fait que ce dernier ait tiré avec une arme à feu. La fusillade a d'abord fait l'objet d'une enquête par le GBI et le bureau du procureur du comté de DeKalb. Le procureur Sherry Boston a demandé qu'une agence indépendante soit chargée de l'enquête afin d'éviter toute apparence de conflit d'intérêts, car son bureau est impliqué dans un groupe de travail pour le centre public de formation d'Atlanta.
Selon le Georgia Bureau of Investigation (GBI), l'analyse balistique médico-légale a déterminé que le projectile retrouvé dans la blessure à la jambe de l'agent correspondait à l'arme de poing trouvée en possession de Terán,. Les détails de l'analyse n'ont pas été rendus publics. L'arme de poing retrouvée, un pistolet semi-automatique Smith & Wesson M&P Shield 9 mm, a été déterminée comme ayant été achetée légalement par Terán en septembre 2020,. La police affirme que M. Terán a refusé de quitter la tente et qu'il a ensuite tiré sur un agent avec cette arme et l'a blessé,. Une autopsie a ensuite révélé qu'il n'y avait pas de résidus de poudre sur les mains de Terán, ce qui contredit les allégations de la police selon lesquelles Terán aurait tiré sur les agents,.

Selon le Bureau d'enquête de Géorgie, il n'y a pas d'enregistrement de la fusillade par une caméra corporelle. Le 9 février, la police d'Atlanta a diffusé des images de la caméra corporelle montrant les suites de la fusillade, où l'on entend un agent dire,
"(inaudible), vous avez bousillé votre propre officier"
— 9:04:20, 01-18-2023
On entend ensuite deux officiers demander "Ont-ils tiré sur leur propre homme ?". Sur ces images, on entend également des officiers dire que les coups de feu "ressemblaient à des coups de feu étouffés". Ce commentaire a conduit certains à penser que l'officier avait été blessé par un tir ami plutôt que par Terán,.
Les résultats d'une autopsie indépendante ont établi que Terán avait été abattu à 14 reprises "par des armes à feu différentes", les mains levées et assis en tailleur sur le sol,, comme l'indiquent, entre autres, la trajectoire descendante des balles tirées depuis le haut et le type de blessures sur les jambes. L'autopsie indique également que "... aucune des blessures par arme à feu identifiées ne présentait de signe de tir à bout portant" car aucune trace de poudre n'a été trouvée, mais que "... aux fins du présent rapport, la distance de tir pour toutes ces blessures est considérée comme 'indéterminée'".
Certains journaux ont affirmé que les mains de Terán étaient levées au-dessus de sa tête, en se basant sur le rapport d'autopsie. Bien que possible, cette affirmation n'est pas prouvée de manière concluante dans le rapport d'autopsie : au lieu de cela, le rapport d'autopsie officiel indique que "à un moment donné au cours de la fusillade, le défunt a pu lever les mains et les bras vers le haut et devant le corps, avec les paumes tournées vers la partie supérieure du corps". Des blessures de sortie ont été constatées sur les paumes des deux mains, et le haut du corps de Terán a été touché par plus d'une balle.

Le 19 avril 2023, le médecin légiste du comté de DeKalb a publié une autopsie et a conclu à un homicide. L'autopsie a révélé que, contrairement aux déclarations de la police, Terán n'avait pas de résidus de poudre sur les mains, ce qui suggère que Terán n'a pas tiré sur les officiers. Comme le rapporte The Guardian, les résultats du test de résidus de poudre effectué par le GBI pourraient ne pas être concluants. Les résultats de l'autopsie du comté suggèrent également que les policiers qui ont ouvert le feu sur Terán se trouvaient probablement à plus de quelques mètres de distance lorsque les armes des agents ont été déchargées.

## Réactions et troubles

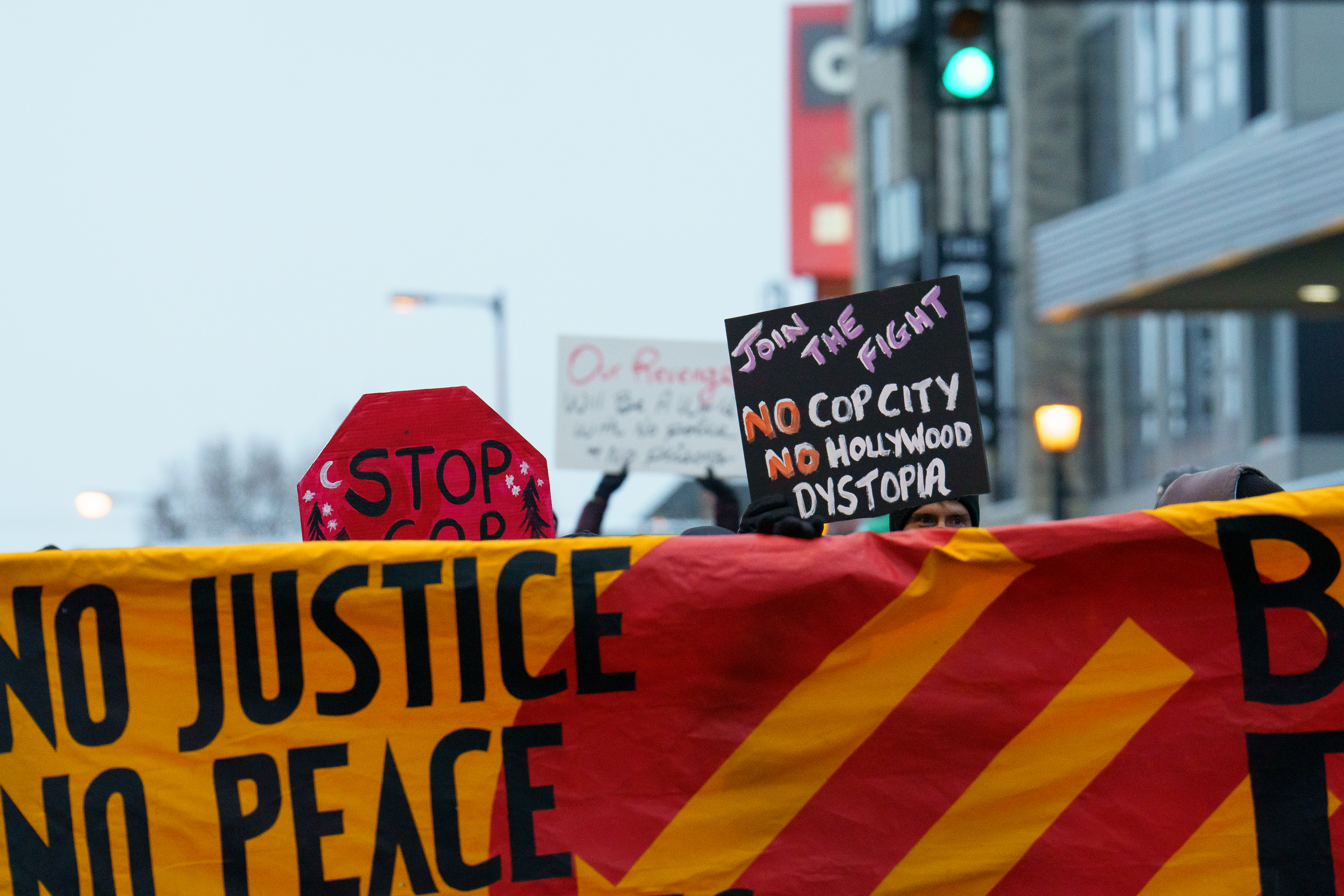
Manifestation à Minneapolis le 21 janvier 2023.

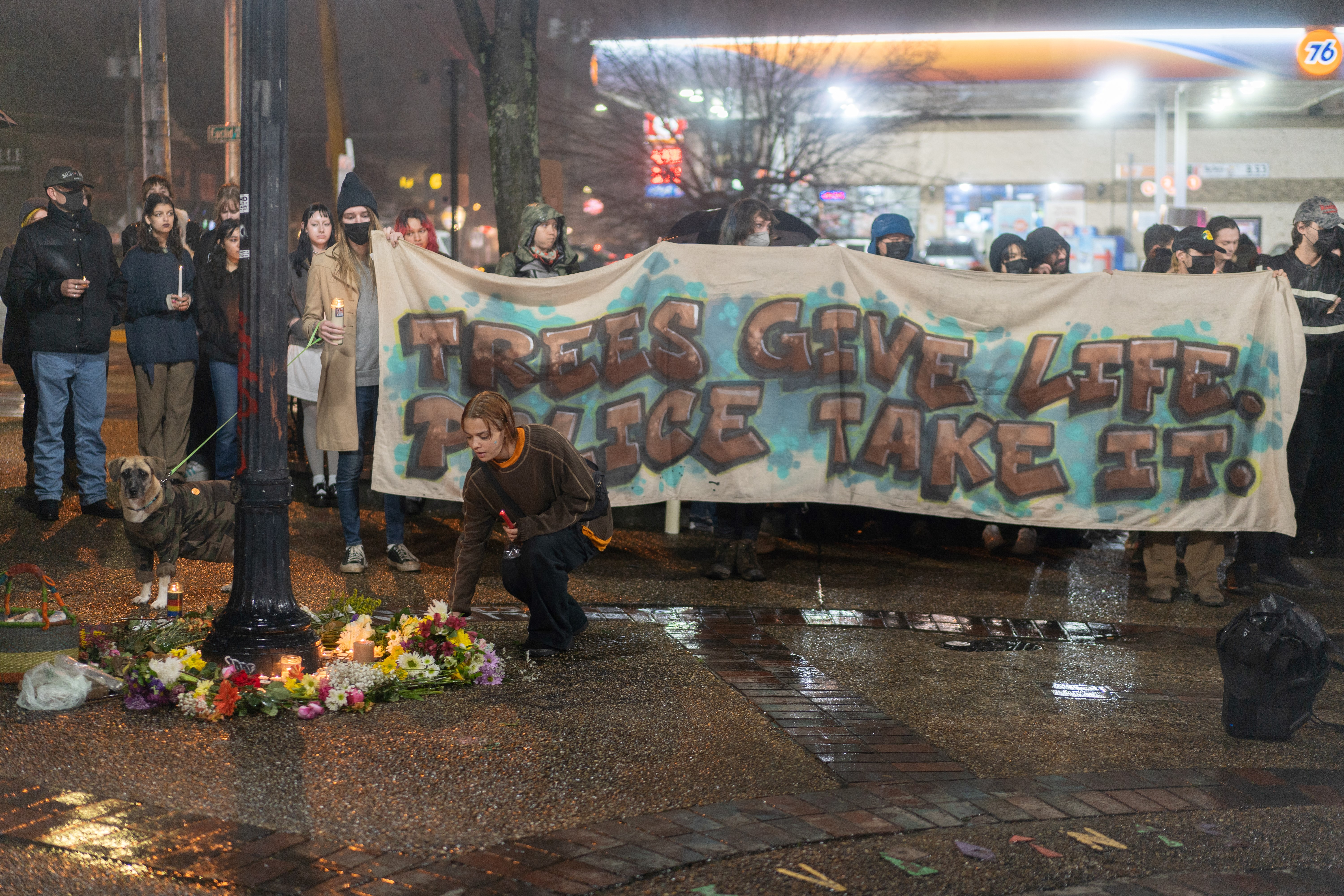
Un sanctuaire dans les rues d'Atlanta commémorant l'assassinat de Tortuguita (19 janvier 2023)

Des veillées et des manifestations importantes ont également eu lieu dans les villes américaines d'Atlanta, Bridgeport, Minneapolis, Nashville, Philadelphie et Tucson du 20 au 22 janvier 2023. Certains manifestants ont peint des graffitis sur les bâtiments de Bank of America pour protester contre l'implication de la société dans le financement de la construction de l'installation. Des veillées ont également été organisées dans les villes américaines de Seattle et de Chicago, ainsi qu'à Londres et à Lützerath.

### Émeutes d'Atlanta
Le 21 janvier 2023, dans le centre d'Atlanta, des manifestations ont brièvement tourné à la violence. Les manifestants étaient partis d'Underground Atlanta et avaient descendu Peachtree Street. À l'intersection avec Ellis Street, certains manifestants ont lancé des objets, mis le feu à au moins deux véhicules de la police d'Atlanta et brisé les vitres d'immeubles bancaires à coups de marteau. The events had broad participation from people across the United States. Six people — most of whom were White and from outside of the U.S. state of Georgia Les manifestations ont bénéficié d'une large participation de la population de tous les États-Unis. Six personnes - dont la plupart étaient blanches et n'habitaient pas l'État américain de Géorgie - ont été arrêtées et inculpées au pénal pour des actes commis lors de l'émeute du 21 janvier,. La police a affirmé que plusieurs des personnes arrêtées possédaient des explosifs.
Stop Cop City a publié une déclaration le lendemain de l'émeute dans laquelle il est dit que "la destruction de matériel est fondamentalement différente de la violence. Tous les actes signalés semblent viser explicitement les bailleurs de fonds". Le 26 janvier 2023, le gouverneur de Géorgie Brian Kemp a déclaré l'état d'urgence en réponse aux troubles qui avaient éclaté à la suite de la tuerie.

## Réponse
À la suite de cette fusillade, l'Assemblée générale de Géorgie a envisagé de légiférer pour obliger les agents de la patrouille de l'État à porter des caméras corporelles.
En février, les représentants Cori Bush et Rashida Tlaib, ainsi que le sénateur Ed Markey, ont demandé l'ouverture d'une enquête indépendante sur cet assassinat. Plusieurs centaines d'organisations nationales et internationales ont condamné l'assassinat et demandé une enquête indépendante,,,.